# Коэлью, Адолфу
Франсишку Адолфу Коэлью (порт. Francisco Adolfo Coelho; 15 января 1847, Коимбра, Португалия — 9 февраля 1919, Каркавелуш) — португальский учёный, филолог, лингвист, педагог, просветитель, писатель
, фольклорист, этнограф, антрополог, основатель португальской филологии как науки. Основоположник португальской этнографии.

## Биография

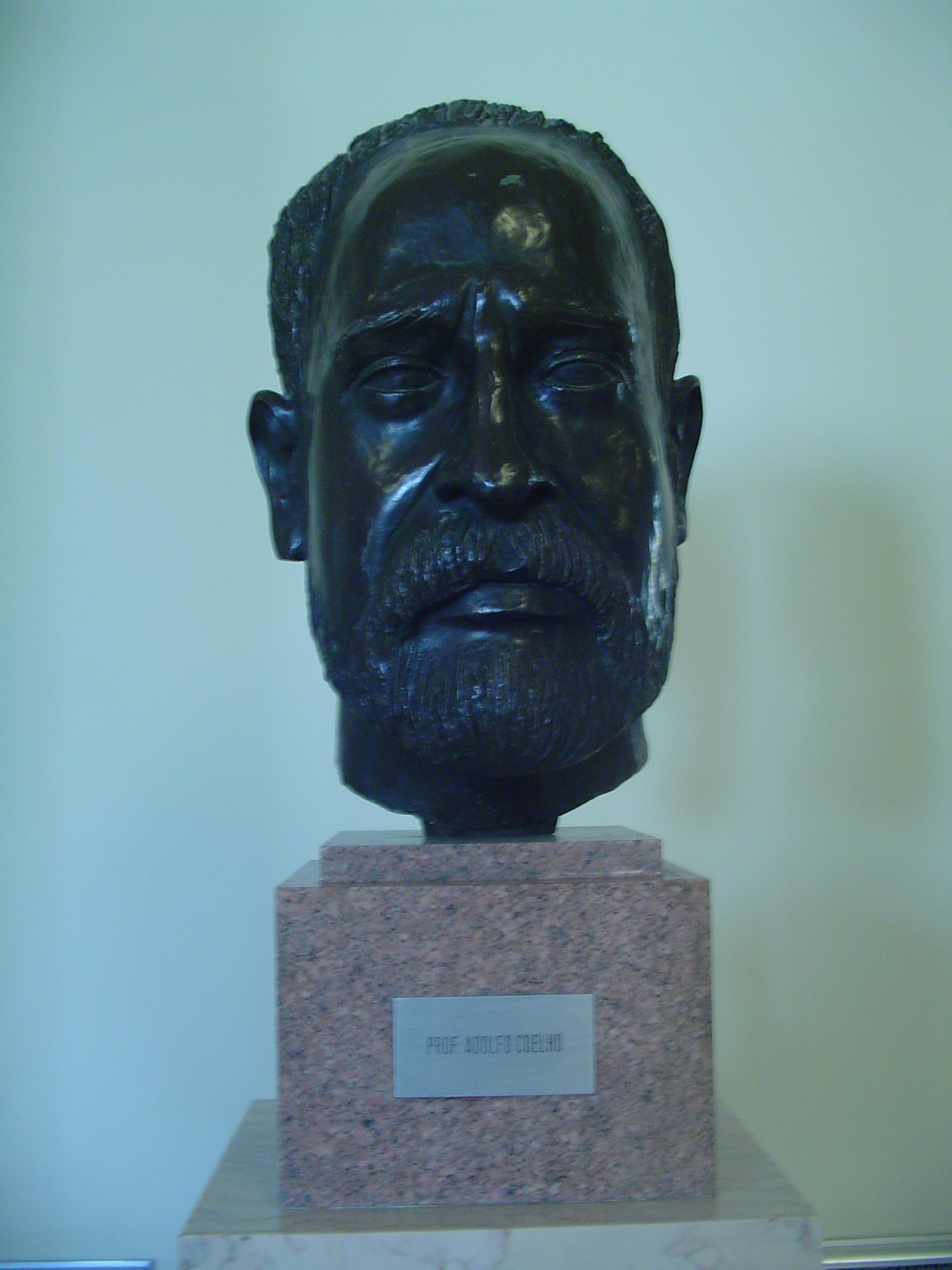
Бюст А. Коэльо

В раннем детстве стал сиротой. В 15-летнем возрасте начал изучать математику в университете. Недовольный университетским курсом обучения через два года бросил учёбу. Самоучка, составил для себя персональную программу обучения, ориентированную на немецких авторов, для этого изучил немецкий язык.
За свою жизнь А. Коэлью создал ряд важных трудов по педагогике, лингвистике, этнографии и антропологии. Был профессором Высшего курса филологии, где преподавал сравнительную романскую филологию и португальский филологию, способствовал развитию этой науки на филологическом факультете Лиссабонского университета.
Первым в Португалии всерьез занялся этнографическими исследованиями. В 1880 году им был опубликован «Проект программы исследования этнологии полуострова», предполагавший не только фольклорные изыскания. Под его руководством в 1894 году была подготовлена и проведена Этнографическая выставка, программу которой составил также лично он. В конце XIX века А. Коэлью разработал чёткую систему теоретических воззрений, выраженную в предложенной им стройной классификации. Учёный предложил название «этника» для «всеобщей науки о народах». «Этника», по его мысли, должна была делиться на три основные ветви: этнографию, имеющую преимущественно описательный характер, этногению, занимавшуюся происхождением народов и этнической историей, и этнологию, трактующую самые общие теоретические вопросы развития народов, вариаций этнических характеров, типов обществ и т. д. Эта классификация включала и фольклор как одно из низших подразделений науки о народах. Одним из главнейших достоинств своей схемы А. Коэлью считал универсальность её применения.
Педагогические концепции А. Коэлью основывались на убеждении, что благодаря образованию можно восстановить страну. Он отчаянно противостоял подчинению образования религии. Также, организовал Педагогический музей в Лиссабоне.
Зачинатель португальской педагогики и образования нового типа, известны его труды по филологии, сравнительному романскому языкознанию; он автор первого и самого авторитетного ныне собрания португальских народных сказок (1879).